# Dorfkirche Beutelsdorf

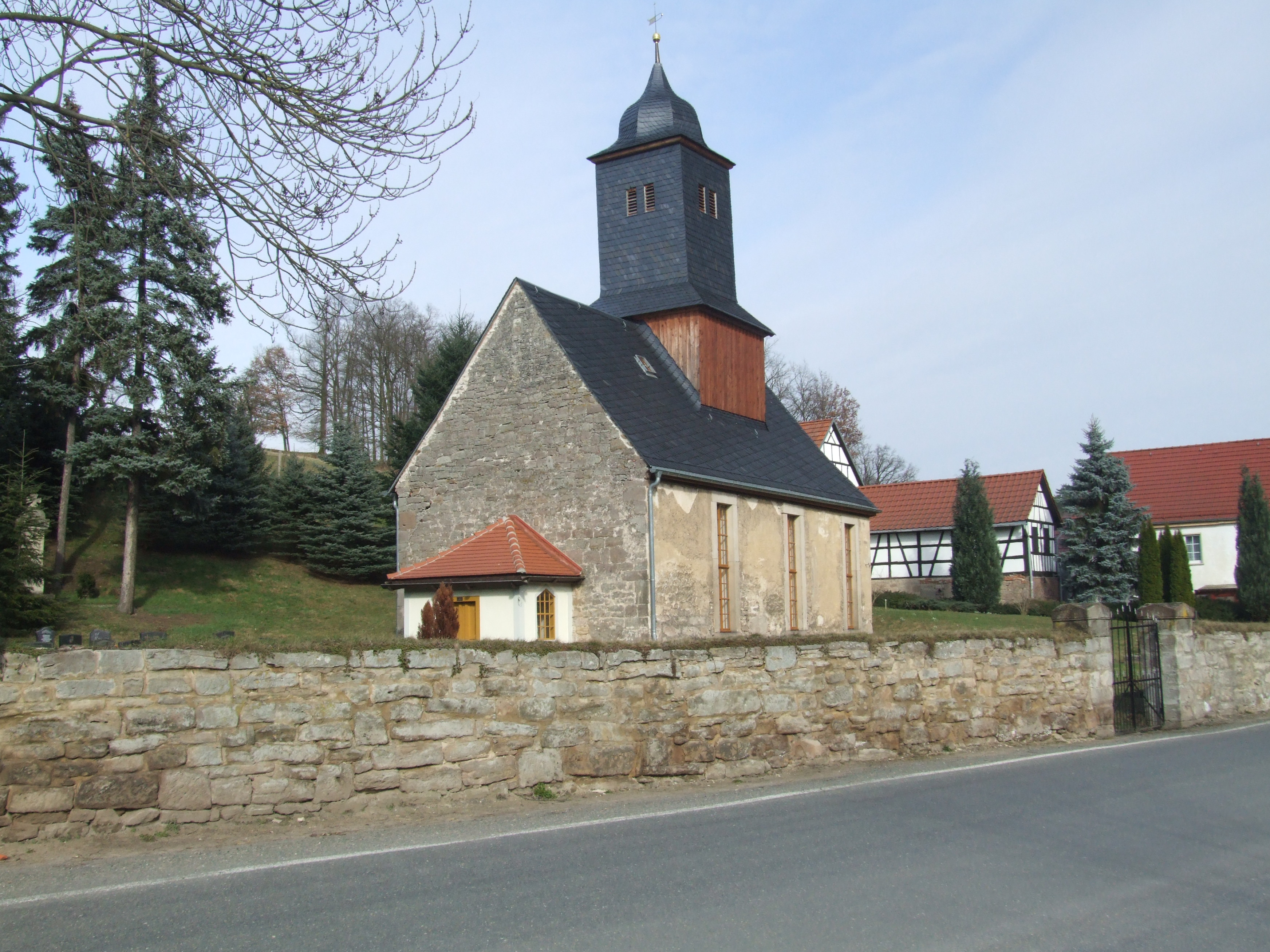
Die Kirche

Die Dorfkirche Beutelsdorf im Ortsteil Beutelsdorf der Gemeinde Uhlstädt-Kirchhasel im Landkreis Saalfeld-Rudolstadt in Thüringen liegt in einem umfriedeten Friedhof direkt an der Straße.

## Geschichte
Die sieben Meter breite und 16 Meter lange Kirche mit Dachreiter besitzt im Osten den Chor mit Dreiachtelschluss. In Sandsteinen eingerahmte Fenster – auf der Südseite drei, im Norden zwei – wurden 1837 im Zuge eines Umbaus wegen Einsturzgefahr eingebaut.
Die ursprüngliche sieben Meter lange Saalkirche aus dem 12. Jahrhundert endet mit einer Apsis. Ihr schadhafter Rundbogen im Innenraum wurde abgebrochen.
Um 1500 wurde an dieser Stelle der abgebrochenen Apsis ein größerer Altarraum mit dreiseitigem Abschluss im Osten angefügt. Ein kleines Rundbogenfenster an der schmalen Südseite wurde im Zuge des Umbaus 1601 eingefügt. Die Dachschräge von einst ist noch zu erkennen. Mit dem neuen Dachstuhl wurde eine neue, angehobene Balkendecke mit gefassten Balkenfeldern eingebaut.
Im Jahre 1815 wurde westseitig der neue Eingangsvorbau errichtet. Es folgte der Einbau der umlaufenden Emporen, in die im Osten die Kanzel eingebaut wurde. Im gleichen Jahr erhielt die Kirche eine neue Stuckdecke mit dem Text „Ehre sei Gott in der Höhe“ und eine Taube des Heiligen Geistes in einem Strahlenkranz.
1900 wurde die Kirche übermalt. Der Anstrich aus dem Jahr 2006 gibt die Farbgebung von 1837 wieder.
Eine 1859 von Friedrich Wilhelm Dornheim aus Eichfeld erbaute Orgel steht auf der Westempore. Als Sakristei dient der Raum hinter der Altarwand.
Der Dachturm enthält zwei Kirchenglocken von 1607 und 1932.